# 陳繼盛 (臺灣)
陳繼盛（1935年—），是臺灣律師，也是陳林法學文教基金會創始人之一，現任中華民國總統府資政。

## 生平
曾任中國文化大學勞工關係研究所所長、民主進步黨仲裁委員會主任委員、中華民國總統府資政。1972年當選第10屆中華民國十大傑出青年。
陳繼盛1957年國立臺灣大學法律學系畢業，並在當年考上律師；後來去德國留學主修勞工法，獲得慕尼黑大學法學博士；慕尼黑大學畢業後回國擔任天主教輔仁大學法律學系助理教授，後來擔任中國文化大學勞工關係研究所所長，是台灣著名的勞工法規相關專家，同時也曾擔任中華民國勞工教育協進會第三至四屆理事長、台灣勞動學會第二屆理事長。
2005年3月1日，中華民國總統陳水扁說，在他剩下的總統任期中，「將國號改為台灣共和國」這件事「做不到就是做不到」；同日，陳繼盛在民進黨中常會抨擊，「阿扁以前講『正名制憲』，現在自己翻案，這就是『騙』」、「我是制憲委員會成員之一，阿扁不做，我們自己做」。
2016年，陳繼盛擔任臺灣民主基金會監察人，同年11月，再度獲聘為總統府資政。

## 荣誉

### 中华民国勋章奖章
- 二等卿云勋章（2008年5月13日于台北总统府颁授[2]）

## 外部連結
- 文化大學勞工關係研究所 （页面存档备份，存于）